# فریدون هویدا
فریدون هویدا (۳۰ شهریور ۱۳۰۳ – ۱۲ آبان ۱۳۸۵) نویسنده، سیاستمدار و نقاش ایرانی بود. وی از ۱۳۴۹ تا هنگام انقلاب ۱۳۵۷ ایران سفیر و نمایندهٔ دائم ایران در سازمان ملل متحد بود. او برادر امیرعباس هویدا و محمد جواد هویدا بود.
فریدون هویدا در سال ۱۹۶۷ از طرف محمدرضا پهلوی مأموریت یافت تا در فرانسه به عنوان میانجی جنگ ویتنام با نمایندگان دولت ویتنام شمالی ملاقات نماید اما به‌علت بی‌میلی دولت ویتنام شمالی این مأموریت شکست خورد.

## زندگی
فریدون در دمشق به دنیا آمد. پدرش حبیب‌الله عین‌الملک سال‌ها سفیر ایران در لبنان، عربستان و دیگر کشورهای عربی بود که در حجاز، لبنان و اردن می‌زیست. مادرش بانو سرداری دختر ادیب السلطنه بود (نوه محمدحسن خان سردار ایروانی) که پس از ازدواج، شاه قاجار به او لقب "عین الملوک" داد. عین الملوک از طرف مادری نتیجه عزت الدوله (خواهر ناصرالدین شاه) از صلب یحیی خان مشیرالدوله بود. فریدون هویدا برادر امیرعباس هویدا و خواهرزاده عبدالحسین سرداری بود.
فریدون هویدا در بیروت بزرگ شد و همان‌جا تحصیلات خود را در رشته حقوق آغاز کرد. سپس از دانشگاه سوربن پاریس مدرک دکترا در رشته حقوق بین‌الملل دریافت کرد.
فریدون هویدا در سال ۱۹۴۸ (میلادی) از تهیه‌کنندگان متن پیش‌نویس اعلامیه جهانی حقوق بشر بود و بین سال‌های ۱۹۵۲ تا ۱۹۶۲ (میلادی) در سازمان یونسکو بخش ارتباطات جمعی به کار مشغول بود. در سال ۱۹۵۷ و یک سال پس از آن که برادرش امیرعباس به نخست‌وزیری ایران رسید فریدون به سمت معاون وزیر امور خارجه رسید. در  سال‌های پس از انقلاب ۱۳۵۷ زندگی هویدا در مسافرت میان پاریس و نیویورک می‌گذشت. هویدا در فرانسه به دلایلی از جمله بنیان‌گذاری نشریه سینمایی کایه دو سینما و هم چنین شناخت مسایل جهان عرب شهرت فراوانی داشت.

## فعالیت‌ها
- محفل روشنفکری صادق هدایت (۱۳۲۳–۱۳۲۲)
- در حوزه نقد فیلم، تهیه فیلم و کارگردانی (۱۳۴۸–۱۳۴۱)
- نوشتن کتاب در مورد سینما و تصویر
- مشارکت در نگارش فیلم‌نامه «هند: سرزمین مادری»[۵] به کارگردانی روبرتو روسلینی
- مشارکت در تأسیس مجلهٔ معتبر کایه دو سینما[۵] (به همراه چند تن دیگر)
- معاون وزیر امور خارجه ایران و سفیر ایران در سازمان ملل متحد (۱۳۵۷–۱۳۵۰)

## نگاه و دیدگاه
فریدون هویدا با تأکید بر این که باید رو به آینده داشته باشیم و به پیشرفت دنیای نو توجه کنیم به اساطیر ایرانی ازجمله داستان کیخسرو (در شاهنامه)، و سیمرغ (در منطق‌الطیر عطار نیشابوری) هم توجه زیادی داشت و معتقد بود باید از کودکی مضمون و جوهر آن را به کودکان خود بیاموزیم. کیخسرو در اوج قدرت خود، از پادشاهی و قدرت با خواست خویش کنار رفت تا به دیگران هم فرصت دهد و خود، اسیر قدرت روزافزون نشود و جامعه به استبداد آلوده نگردد. در داستان سیمرغ، که مرغان در پی مقصود و گمشده خویش می‌گردند و نمی‌یابند با این سروش به هوش می‌آیند که سیمرغ (سی مرغ) خود شما هستید و باید به خود تکیه کنید. نیاز به دیگری و دیگران ندارید.
وی معتقد بود چنانچه محمدرضا پهلوی در سال ۱۹۷۶ میلادی (۱۳۵۵ خورشیدی) به معنی واقعی کلمه به اصلاحات سیاسی دست می‌زد ایران اکنون در وضع دیگری بود. فریدون هویدا بر این نظر بود که تشکیل حزب رستاخیز اشتباه بزرگی بود و این حرف پادشاه که هرکس نمی‌خواهد حزب رستاخیز را بپذیرد از ایران برود خلاف حقوق بشر است. وی گفته که من این موضوع را همان زمان به وزیر خارجه وقت عباسعلی خلعتبری گفتم. فریدون هویدا در تاریخ ایران، مسئله پدرسالاری را برجسته و تجزیه و تحلیل کرده‌است. پیش از انقلاب گفته بود «ما نیاز به هیچ مرجع تقلیدی نداریم. مگر میمون هستیم؟»وی ضمن اینکه تصریح می‌کند با پادشاهی مطلقه مخالف است و داستان کیخسرو نیز همین را نشان می‌دهد معتقد بود شاه (پدر) نمی‌بایست فرزندانش را در ایران رها کند و برود.

## آخرین ملاقات با شاه
فریدون هویدا در خاطرات خودش که سال ۱۹۸۳ منتشر شده و در یک گفت و شنود توضیح می‌دهد «سال ۱۹۷۸ محمدرضا شاه آگاه شده بود(...) باید مردم را شریک حکومت بکند.» وی به آخرین دیدار خودش با شاه اشاره کرده و می‌گوید «در ماه آوریل ۱۹۷۸ بود شاه از من خواست که یک مأموریت سرّی برای او انجام بدهم. گفت می‌خواهد در آخر دوره مجلس آن‌زمان، یعنی تابستان ۱۹۷۹ همه احزاب [در مملکت] آزاد بشوند و انتخابات کاملاً آزاد در ایران انجام بگیرد و یک حکومت دموکراتیک مطابق با قانون اساسی ۱۹۰۵[۱۹۰۶] به‌وجود بیاید. شاه دیگر حکومت نکند. مجلس و دولت با مسئولیت کامل کشور را اداره کنند. شاه به من مأموریت داده بود که بروم تحقیق کنم در خارج که چطوری می‌توانیم یک هیئتی بدون اینکه به حیثیت مملکت لطمه‌ای وارد شود یک هیئت قابل اعتماد که بیایند نظارت کنند به انتخابات تا ثابت شود واقعاً آزاد انجام می‌شود.»
فریدون هویدا ادامه می‌دهد که البته من آگاه شدم که دیر شده‌است…